# Esther Okoronkwo
Ijeoma Esther Okoronkwo (* 27. März 1997 in Umuahia, Abia) ist eine nigerianische Fußballspielerin.

## Karriere

### Klub
Zwar wurde sie in Nigeria geboren, jedoch wuchs sie in Richmond, Texas in den USA auf, hier spielte sie für das Highschool-Team der Foster Falcons. Danach spielte sie während ihrer College-Zeit erst von 2016 bis 2017 für die 
Northeast Texas Eagles und danach von 2018 bis 2021 noch einmal für die Lamar Lady Cardinals.
Ihre erste Station danach war in Frankreich dann AS Saint-Étienne, wo sie aber der Saison 2021/22 aktiv war. Seit Sommer 2023 steht sie nun in Spanien bei UDG Tenerife unter Vertrag.

### Nationalmannschaft
Für die nigerianische A-Nationalmannschaft machte sie ihr Debüt am 10. Juni 2021 bei einer 0:1-Freundschaftsspielniederlage gegen Jamaika, wo sie zur 43. Minute für Roosa Ariyo eingewechselt wurde. Danach folgten noch ein paar weitere Freundschaftsspieleinsätze sowie Einsätze bei Einladungsturnieren.
Am 16. Juni 2023 wurde sie für den nigerianischen Kader bei der Weltmeisterschaft 2023 nominiert, kam in zwei der vier Spiele ihres Teams zum Einsatz und schied mit der Mannschaft im Achtelfinale gegen die Engländerinnen aus.